# Животни догађаји
Животни догађаји је појам који се односи на догађаје у животу људи који доводе до промена у начину живљења па и настанка животних криза и поремећаја. Многи од животних догађаја, сврставају се у посебне „скале животних догађаја” што утиче на квалитет укупног живота и функционисања људи.